# Bergehalde Anna II
Das Naturschutzgebiet Bergehalde Anna II liegt auf dem Gebiet der Stadt Alsdorf in der Städteregion Aachen in Nordrhein-Westfalen.

## Lage
Das Gebiet erstreckt sich westlich der Kernstadt Alsdorf und nordöstlich des Alsdorfer Stadtteils Zopp. Westlich des Gebietes erstreckt sich das 100,7 ha große Naturschutzgebiet (NSG) Bergehalden Noppenberg und Nordstern und südwestlich das 51,8 ha große NSG Unteres Broichbachtal südlich Noppenberg. Südlich und östlich verläuft die B 57.

## Bedeutung
Das etwa 35,5 ha große Gebiet wurde im Jahr 2003 unter der Schlüsselnummer ACK-100 unter Naturschutz gestellt. Schutzziel ist der Erhalt und die Optimierung eines Haldengeländes mit wertvollen Amphibien-Laichgewässern für den Biotop- und Artenschutz.